# Coniortodes conia
Coniortodes conia är en fjärilsart som beskrevs av Collenette 1956. Coniortodes conia ingår i släktet Coniortodes och familjen tofsspinnare. Inga underarter finns listade i Catalogue of Life.